# Nate Dogg
Nathaniel Dwayne Hale (n. 19 august 1969, Long Beach, California, SUA – d. 15 martie 2011, Long Beach, California, SUA), cunoscut mai bine după numele de scenă Nate Dogg, a fost un cântăreț, textier, rapper, și actor american.

## Viața și cariera
Nate Dogg s-a născut și trăit în Long Beach, California. A început să cânte din copilărie la New Hope Baptist Church în Long Beach și la Life Line Baptist Church în Clarksdale, Mississippi, unde tatăl său (Daniel Lee Hale) era pastor. La 16 ani a renunțat la liceu și s-a înrolat în United States Marine Corps, unde a servit pentru trei ani.
A fost prieten și partener în rap cu: Snoop Dogg, Warren G, RBX, Daz Dillinger și a fost văr cu Butch Cassidy și Lil' ½ Dead. Nate, Snoop Dogg și Warren G, făceau parte toți din gașca Rollin 20 Crips, ei formând un trio care se numea 213, care și-a înregistrat primul demo în spatele la cunoscuta casă de discuri V.I.P în Long Beach. Demoul a fost mai târziu ascultat la o petrecere de Dr. Dre, care a fost impresionat de vocea lui Nate Dogg. 
Nate Dogg a debutat în albumul The Chronic. Cântând în ceea ce a devenit mai târziu stilul său, el a fost bine primit de fani și critici deopotrivă, iar în 1993 a semnat cu Death Row Records. Nate Doog a apărut și pe „Indosmoke” al lui Mista Grimm cu Warren G. Apoi în 1994 a produs primul lui hit single „Regulate” cu Warren G. Nate Dogg a apărut și în multe din lansările lui 2-Pac, incluzând chiar și albumul făcut în colaborare cu Thug Life: Volume I. În 1998, după o perioadă tumultoasă la Death Row Records, a lansat un alt album. Dublul album a fost intitulat G-Funk Classics Vol.. 1 & 2 și a fost urmat până la sfârșitul anului 2001 cu Music & Me la Elektra Records. Music & Me a ajuns pe locul 3 în topurile hip-hop din Billboard în 2001.
În 2002, Nate Dogg a apărut într-un episod cu celebrități al The Weakest Link, ajungând pe locul trei înainte de a fi eliminat de Xzibit și Young MC.
Nate Dogg a fost arestat în Arizona, în aprilie 2002 și a fost acuzat de infracțiuni care aveau legătură cu arme de foc și droguri. El a pledat vinovat în mai 2002 și a fost ulterior eliberat condiționat și condamnat la muncă în folosul comunității. I s-a ordonat de asemenea să participe la sesiunile de consiliere de droguri.
După o serie de întârzieri și o dată de lansare originală, aprilie 2004,  auto-intitulatul album Nate Dogg a fost lansat de Affiliated Entertainment Group pe 3 iunie 2008.

## Accident vascular cerebral și sănătatea
La data de 19 decembrie 2007, el a suferit un accident vascular cerebral, conform celor spuse de coordonatorul corului gospel recent format, Innate Praise. Reportajele media inițiale au sugerat că el a fost internat la Pomona Valley Hospital Medical Center în Pomona, California după ce a suferit un atac de cord. 
Erica Beckwith a declarat pentru MTV News că Nate Dogg a fost externat pe 26 decembrie după ce a fost tratat pentru un accident vascular cerebral și a fost internat la o unitate medicală de dezintoxicare să îl asiste în recuperarea lui. Medicii de acolo au crezut că a fost o recuperare completă, iar vocea lui nu a fost afectată. În septembrie 2008, Nate a suferit cel de-al doilea accident vascular cerebral. Warren G a confirmat ulterior cel de-al doilea accident vascular cerebral, Nate era în curs de terapie fizică într-o încercare de a reveni la ceva normalitate, dar a fost neclar dacă Nate ar putea să-și reia cariera de cântăreț.

## Deces
Nate Dogg a murit pe 15 martie 2011 în  Long Beach, California din cauza complicațiilor legate de accidentele vasculare cerebrale anterioare. Omagii au venit în valuri de la colaboratori și prieteni, cum ar fi: Ludacris, The Game, 50 Cent, Snoop Dogg, Daz Dillinger, Xzibit, Erykah Badu, Murs, Big Pooh, Big Syke, Fabolous, Sheist, Knoc-Turn'al, Ice-T, Warren G și Eminem.

## Discografie
- G-Funk Classics, Vol. 1 & 2 (1998)
- Music and Me (2001)
- Nate Dogg (2003) - released 2008
- The Hard Way (cu 213) (2004)

## Filmografie
- The Transporter cântec "I Got Love" (2002)
- Doggy Fizzle Televizzle cântăreț al melodiei teme pentru schița „The Braided Bunch” (2002–2003)
- Head of State ca el însuși  (de asemenea cântăreț/compozitor al cântecului) (2003)
- Need For Speed: Underground cântecul „Keep it Comin”
- The Boondocks (2008)

## Premii/nominalizări
Nate Dogg a fost nominalizat pentru patru Premii Grammy.
| Categoria                                                                       | Gen | Cântec           | Anul | Rezultat    |
| ------------------------------------------------------------------------------- | --- | ---------------- | ---- | ----------- |
| Best Rap/Sung Collaboration (cu Eminem)                                         | Rap | Shake That       | 2007 | Nominalizat |
| Best Rap/Sung Collaboration (cu Ludacris)                                       | Rap | Area Codes       | 2002 | Nominalizat |
| Best Rap Performance by a Duo or Group (uncredited with Dr. Dre and Snoop Dogg) | Rap | The Next Episode | 2001 | Nominalizat |
| Best Rap Performance by a Duo or Group (cu Warren G)                            | Rap | Regulate         | 1995 | Nominalizat |